# نرتیو ساینس
نرتیو ساینس (انگلیسی: Narrative Science) شرکت فناوری اطلاعات آمریکایی است، که در سال ۲۰۱۰ تأسیس شد.